# Englische Partei
Die Englische Partei (griechisch: Ἀγγλικό Κόμμα) war eine der drei bedeutenden politischen Formationen im Griechenland des 19. Jahrhunderts. Sie spielte eine zentrale Rolle während und nach dem Griechischen Unabhängigkeitskrieg und bei der Etablierung des Königreichs Griechenland. Neben der Französischen und der Russischen Partei vertrat sie eine politische Strömung, die eine enge Anbindung an Großbritannien befürwortete und dessen Unterstützung für die Entwicklung des griechischen Staates als besonders vorteilhaft ansah. Die Englische Partei, ebenso wie die beiden anderen großen Parteien jener Zeit, waren nicht nur eine Partei im herkömmlichen Sinne, sondern auch eine generelle politische Gesinnung, die sich an Interessen und Werten orientierte, die mit der jeweiligen ausländischen Macht verbunden waren, in diesem Fall England.
Unter der Leitung von Alexandros Mavrokordatos, der auch während der Revolution eine wichtige politische Rolle spielte, war die Englische Partei die kleinste der drei großen Parteien des neu gegründeten Königreichs Griechenland. Mavrokordatos’ enge Kontakte zur britischen Politik, insbesondere in München zu Lord Erskine, prägten die Ausrichtung der Partei. Die Partei setzte sich für eine umfassende Verwestlichung Griechenlands ein und verband britische Interessen mit der Modernisierung des Landes. Ihre Mitglieder bestanden überwiegend aus wohlhabenden „Archonten“ und Handelsherren. Aufgrund ihrer Zusammensetzung wurde der Partei oft vorgeworfen, die Interessen dieser privilegierten Schichten zu vertreten.
Während der frühen Jahre nach der Griechischen Revolution spielte die Englische Partei eine entscheidende Rolle in den Auseinandersetzungen um die Einführung einer modernen Verfassung, insbesondere bei der Debatte zwischen Monarchie und Demokratie, inspiriert von westlichen Vorbildern wie den USA und Frankreich. Sie spielte eine zentrale Rolle bei der Einführung der Verfassung von 1844 und beeinflusste die griechische Politik durch ihre enge Verbindung zu Großbritannien. Die Partei setzte sich für liberale Reformen ein und stand der monarchischen Regierung von Otto von Griechenland näher als die anderen Parteien.

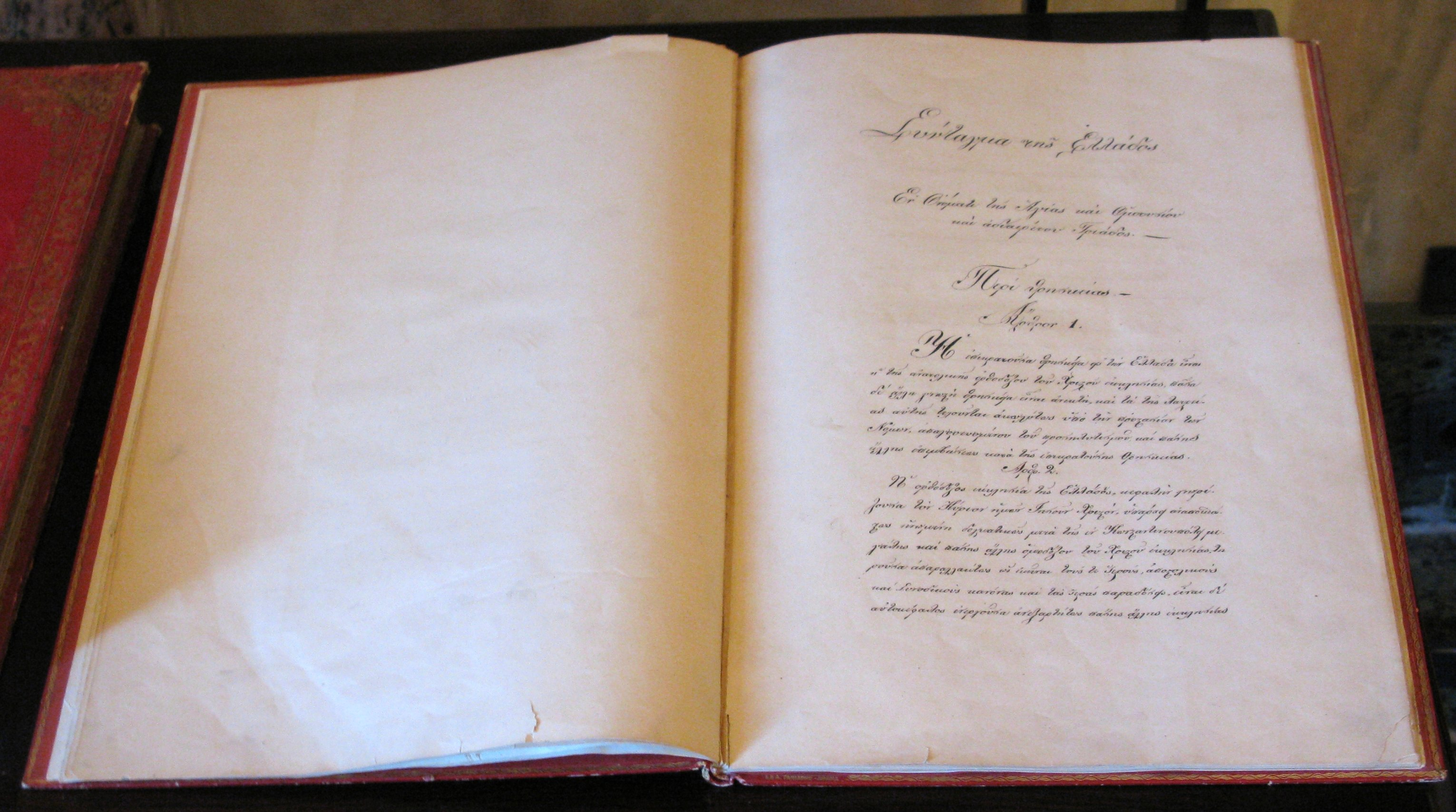
Verfassung Griechenlands von 1844: Zur Entstehung und Konkretisierung trug insbesondere die Englische Partei unter der Führung von Alexandros Mavrokordatos bei.

Ihr Einfluss nahm nach dem Ersten Weltkrieg ab, als sich die geopolitischen Verhältnisse in Europa änderten.

## Historischer Hintergrund
Die politische Landschaft Griechenlands im 19. Jahrhundert war stark von den Interessen der Großmächte Großbritannien, Frankreich und Russland geprägt, die unterschiedliche politische Gruppen unterstützten und eigene wirtschaftliche sowie strategische Interessen in der Region verfolgten. Die Englische Partei entstand als Teil dieses internationalen Machtspiels, wobei sie die britischen Werte der inneren Staatsentwicklung und verwestliche Modernisierung betonte.
George Canning, damals britischer Außenminister, arbeitete einige Jahre daran eine Beziehungen zur griechischen Republik aufzubauen. Seine Handlungen trugen schließlich zur Gründung der Englischen Partei in Griechenland im Jahr 1825 bei. Die Englische Partei in Griechenland wurde nach den Bürgerkriegen (1823–1825) unter der Führung von Alexandros Mavrokordatos in der Ersten Hellenischen Republik gegründet. Zur gleichen Zeit wurden auch die Französische und die Russische Partei etabliert. Das genaue Gründungsdatum der Englischen Partei ist jedoch nicht eindeutig festgehalten worden. Sie entstand jedoch spätestens im März 1827, am Ende der Dritten Nationalversammlung in Troizen. Zu diesem Zeitpunkt organisierten sich die Anhänger von Alexandros Mavrokordatos, um sich gegen die Entscheidung zu stellen, dem Gouverneur absolute monarchische Macht zu übertragen.

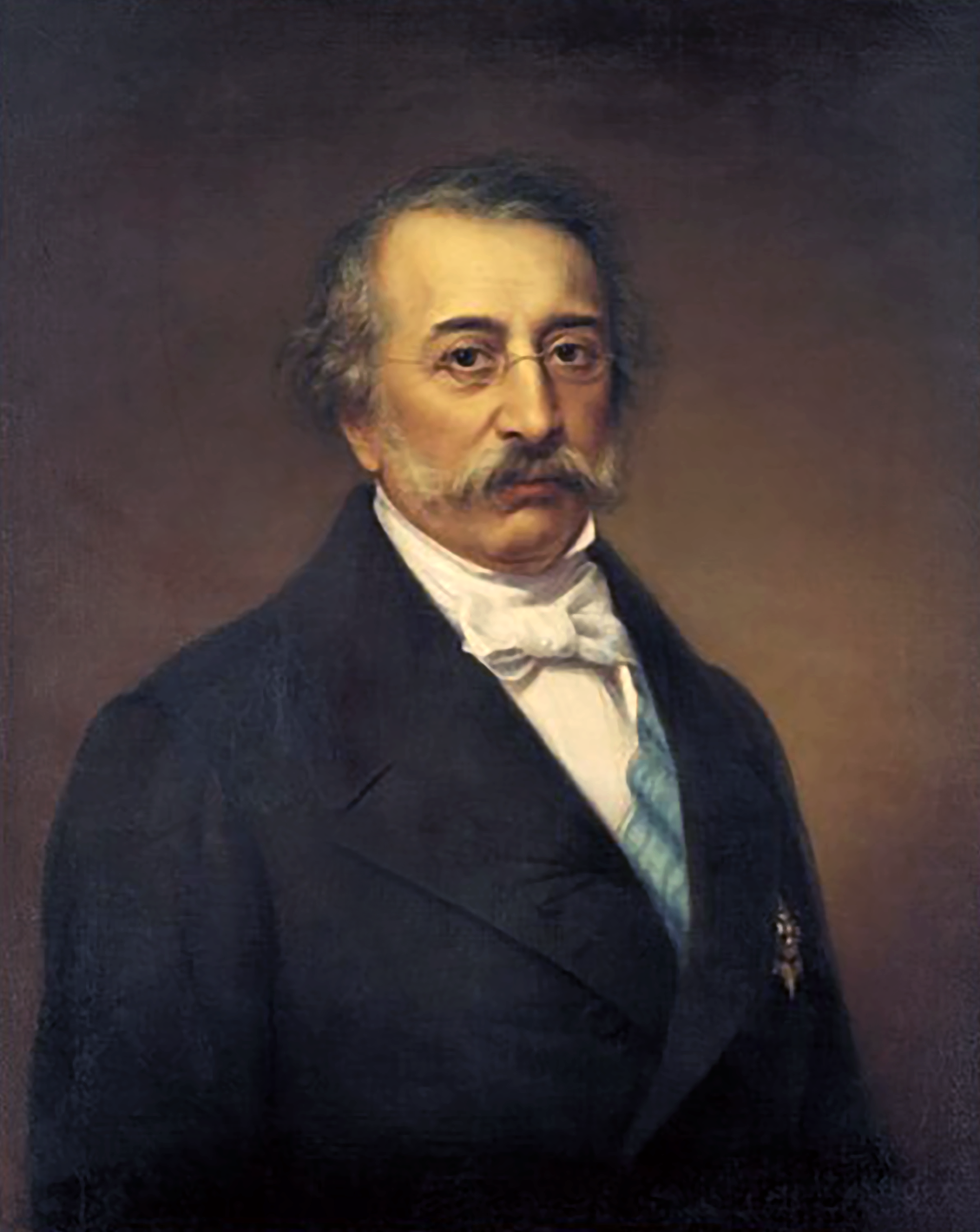
Alexandros Mavrokordatos, das „Gesicht“ der Englischen Partei.

## Einfluss während der Herrschaft König Ottos
Im Vergleich zur Französischen Partei, die vor allem bei ehemaligen Freiheitskämpfern und Söldnern Unterstützung fand, war die Englische Partei elitärer und zog vorwiegend städtische Intellektuelle, Bürokraten und Kaufleute an. Viele ihrer Unterstützer gehörten zu den Eterochthones (ετερόχθονες), griechische Bürger, die außerhalb des neu gegründeten Staates geboren wurden und somit von der direkten politischen Teilhabe ausgeschlossen waren. Die Englische Partei setzte sich für die umfassende Verwestlichung Griechenlands und den Aufbau eines modernen Staatswesens ein, bevor territoriale Expansionen in Betracht gezogen werden sollten. Dies stand im Gegensatz zur Französischen Partei, die eine aggressive Expansion im Sinne der „Megali Idea“ (Große Idee) verfolgte. Die Partei galt als Befürworterin eines klaren westlichen Modells der Staatsführung und Modernisierung, was in konservativen und ländlichen Kreisen auf Widerstand stieß.
Der Historiker Gunnar Hering beschreibt die politische Ausrichtung der Englischen Partei als eine, „die sich auf die Begrenzung der staatlichen Macht, den Schutz individueller Rechte und Freiheiten, die Etablierung eines souveränen Staates ohne kirchliche Bindungen an ausländische Zentren, eine schriftliche Verfassung und die Sicherung der Rechtsstaatlichkeit konzentrierte. Ein mittelfristiges Ziel war die parlamentarische Kontrolle einer verantwortlichen Regierung – Prinzipien, die im Gegensatz zu denen der Russischen Partei standen“.
Die politischen Parteien dieser Zeit unterschieden sich weniger durch ideologische Prinzipien, sondern vielmehr durch ihre internationalen Ausrichtungen und Allianzen mit den Großmächten Großbritannien, Frankreich und Russland. Die Englische Partei favorisierte eine enge Beziehung zu Großbritannien und befürwortete britische Unterstützung für die Modernisierung Griechenlands sowie die Sicherung seiner geopolitischen Interessen im Mittelmeerraum.
Unter der Führung von Alexandros Mavrokordatos erhielt die Englische Partei Unterstützung von prominenten Persönlichkeiten aus Morea, Mittelgriechenland (damals auch Roumelien) sowie den „Hydra-Archonten“ und Intellektuellen wie Spyridon Trikoupis. Die Partei war während der Herrschaft von König Otto jedoch politisch benachteiligt, da ihre Macht und ihr Einfluss begrenzt blieben.
Zu ihren wichtigsten Mitgliedern der Englischen Partei gehörten Spyridon Trikoupis, Ioannis Orlandos, Andreas Zaimis, Andreas Londos, Notis und Kostas Botsaris, Andreas Miaoulis und Emmanouil Tombazis.
Die wirtschaftliche Entwicklung und Stärkung des Staates waren für König Otto und viele politische Akteure von sekundärer Bedeutung, mit Ausnahme der Englischen Partei unter Mavrokordatos, die langfristig auf institutionelle Reformen und Staatsmodernisierung setzte. Die Englische Partei orientierte sich stark an Großbritannien und setzte sich zentral für die Einführung eines parlamentarischen Systems und politischer Freiheiten sowie der Einführung einer Verfassung ein. Im Vergleich zur Französischen Partei, die kurzfristig auf territoriale Expansion setzte, verfolgte die Englische Partei langfristige innenpolitische Ziele. Sie hoffte jedoch auch, dass Großbritannien im Falle eines Zusammenbruchs des Osmanischen Reiches griechische Gebietsansprüche unterstützen würde.
In Bezug auf die bayerischen Reformen unterstützte die Englische Partei die Reformation des griechischen Militärs und die Auflösung irregulärer Kampfverbände. Sie trat für die Zusammenarbeit mit den europäischen Mächten ein, um Stabilität zu sichern und interne Machtkämpfe zu verhindern. Die Kirchenpolitik der Bayern, insbesondere die Proklamation der Autokephalie der griechischen Kirche sowie den Erlass zur Schließung der Klöster stieß in der griechischen Gesellschaft auf gemischte Reaktionen. Westlich gebildete Intellektuelle sowie Anhänger der Englischen und Französischen Partei begrüßten diese Reformen als notwendigen Schritt zur Modernisierung Griechenlands und zur Annäherung an westliche Standards. Die stark pro-westlich orientierte Englische Partei unterstützte die Trennung von Kirche und Staat sowie die Schaffung eines säkularen Nationalstaates. Im Gegensatz dazu sah die Russische Partei in den Reformen eine Bedrohung der Orthodoxie und der kulturellen Identität Griechenlands. Die Englische Partei wollte den Einfluss der Orthodoxie in staatlichen Angelegenheiten reduzieren und eine Annäherung Griechenlands an westliche Prinzipien vorantreiben. Der Englischen Partei nahestehende Zeitungen missbilligten auch die Aufstände gegen die bayerische Herrschaft und bezeichneten die Anführer der Aufstände gegen die Reformen als „Unruhestifter“ und „Feinde des Fortschritts“.
Bezüglich der Entsendung ausländischer Truppen unterstützte die Englische Partei die Zusammenarbeit mit europäischen Mächten, um Stabilität in Griechenland zu sichern und Anarchie zu verhindern. Sie trat für eine enge Bindung an westliche Staaten ein und förderte eine pro-europäische Ausrichtung.
Die englische Regierung unter Palmerston drängte Otto zur Einführung von Reformen. Innerhalb der Englischen Partei gab es Spannungen: Während der moderate Führer Alexandros Mavrokordatos schrittweise Reformen wie die Pressefreiheit und die Unabhängigkeit der Justiz vorschlug, drängte der britische Gesandte Edmund Lyons auf raschere Maßnahmen. Die wachsende Unzufriedenheit führte schließlich durch Druck der „aufgeklärten Nationen“ zur Revolution des 3. September 1843, bei der Andreas S. Londos als Leitung der Englischen Partei während des Aufstandes eine zentrale Rolle spielte. Nach der Revolution spalteten sich die politischen Kräfte in gemäßigte Reformer und Befürworter einer liberalen Verfassung, woraufhin man die Verfassung von 1844 ins Leben rief.

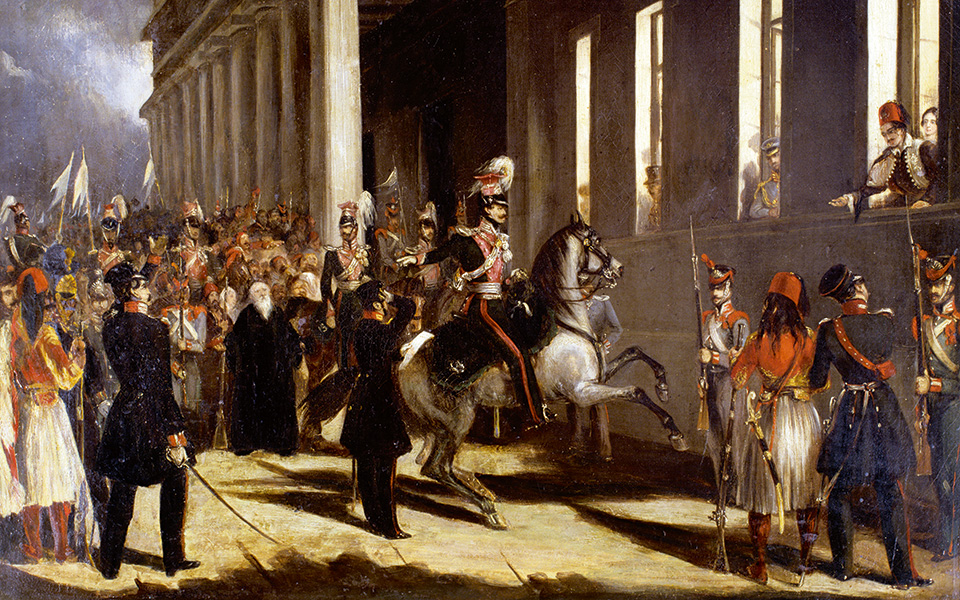
Revolution des 3. September 1843: Die drei großen Parteien arbeiten vereint, um die Macht des Königs zu begrenzen.

Mit dem Aufstieg neuer politischer Strömungen und dem Ende der Ära der „ausländischen Parteien“ verlor die Englische Partei an Bedeutung. Sie spielte jedoch eine wichtige Rolle bei der Einführung westlicher Reformen und der Konsolidierung des griechischen Staates während der Herrschaft Ottos. Obwohl die Englische Partei auf den Aufbau eines modernen Staatswesens setzte, war sie weniger populär als die Französische Partei. Großbritanniens Zurückhaltung gegenüber griechischen Expansionsplänen schwächte die Partei zusätzlich.

## Einfluss nach der Absetzung von König Otto
Die Englische Partei blieb im Vergleich zu den populistischeren nationalistischen Bewegungen zurück. Charilaos Trikoupis, ein bedeutender Staatsmann des späten 19. Jahrhunderts, führte die Partei in eine neue Phase der Reformen, wobei er versuchte, die Verwaltung des Landes zu modernisieren und eine professionelle Bürokratie zu etablieren. Die soziale Basis war viel breiter als eingangs und die Aussichten zunächst viel besser, dennoch musste auch er sich gegen den Widerstand von nationalistischen Kräften, wie der „Nationalen Partei“ (1883) unter Theodoros Deligiannis, geschlagen geben.
Im frühen 20. Jahrhundert fand die Englische Partei (wohl fortgeführt als Liberale Partei) unter der Führung von Eleftherios Venizelos ihren Höhepunkt. Venizelos war in der Lage, die Vision eines geeinten Griechenlands mit britischen Interessen zu vereinen, was zu einer beispiellosen Ära des Irredentismus und der Modernisierung im Land führte. Diese Ära endete jedoch mit der Kleinasiatischen Katastrophe 1922, die das Ende der Expansion Griechenlands markierte und die Rolle Großbritanniens in der griechischen Politik nachhaltig veränderte.
Während des Zweiten Weltkriegs setzte der deutsche Einfluss in Europa den britisch-griechischen Beziehungen erneut zu. Doch selbst der pro-deutsche Diktator Ioannis Metaxas entschied sich letztendlich, Griechenland auf die Seite Großbritanniens zu stellen, ein Schritt, der auf der historischen geopolitischen Abhängigkeit Griechenlands von der britischen Seemacht beruhte.

## Trivia
Die der Englischen Partei nahe stehende Zeitung „Athina“ kritisierte die bayerische Regentschaft und die absolute Monarchie in Griechenland scharf, besonders hinsichtlich der schlechten Finanzpolitik und der Missachtung griechischer Interessen. Sie forderte eine konstitutionelle Regierung nach westlichem Vorbild. Obwohl die Zeitung den Beitrag zur Schaffung einiger liberaler Institutionen, wie dem System der Schwurgerichte, anerkannte, war sie insgesamt unzufrieden mit der Art und Weise, wie die bayerische Regierung die Verfassung umsetzte und das Land verwaltete.
Alexandros Mavrokordatos, wird in der historischen Betrachtung oft mit der Englischen Partei in Verbindung gebracht. Seine Nähe zu England machte ihn in den Augen vieler Zeitgenossen und Historiker zum „schwarzen Schaf“ der Revolution. Dies geschah, weil Mavrokordatos als jemand angesehen wurde, der Griechenland in „eine Abhängigkeit von England führte und damit die Unabhängigkeit des Landes gefährdete“. Mavrokordatos’ Unterstützung für England beeinflusste sowohl seine politische Karriere als auch das Bild, das er im Ausland von Griechenland vermitteln wollte. Trotz seiner Bemühungen, ein positives Bild des jungen griechischen Staates zu präsentieren, blieb er unter dem Verdacht, ein Führer der Englischen Partei zu sein. Diese Wahrnehmung prägte seine diplomatischen Aktivitäten und seine politische Rolle, insbesondere während seiner Zeit als Botschafter in Bayern und Preußen.